# Niels Skovgaard
Niels Kristian Skovgaard (født 2. november 1858 i København, død 3. februar 1938 i Kongens Lyngby) var en dansk maler og billedhugger. Han var yngste søn af maleren P.C. Skovgaard, og bror til Joakim Skovgaard.
Efter at være blevet forberedt af sin far gennemgik han Kunstakademiet og samtidig malerlæren. Sit første maleri, Hallandsk skovparti med en studevogn, udstillede han 1880 og viste sig deri ikke alene som en allerede vel udviklet landskabsmaler, men også som en talentfuld iagttager af dyreformer; samme år solgte han En vej i solskin til Kunstforeningen, og i 1882 fik han den Sødringske Opmuntringspræmie for En træskomager i en ellemose.
Rejser
Samme år foretog han sin første større udenlandsrejse, på hvilken han besøgte Skotland; lidt senere var han i Frankrig og Holland, hvor han navnlig studerede gallerierne. Efter sin hjemkomst udstillede han i 1884 sit værdifuldeste ungdomsværk, Hedelandskab fra Halland, skyfuld septemberdag, der vakte opmærksomhed ved den dygtighed og sunde følelse, hvormed et rigt og ejendommeligt motiv var behersket. 
I de følgende år delte Skovgaard sin interesse mellem egnen ved Öströ (sv) i Halland, hvor han malede billeder til museerne i Stockholm, Christiania og Helsingfors, og Jyllands vestkyst, hvor han i det fri fuldførte adskillige klit- og strandbilleder.
I 1888 rejste han sammen med malerne Zahrtmann og Engelsted til Grækenland og dvælede længere tid i Megara. Senere tilbragte han to vintre i Athen og en sommer på Naxos. Et landskabsbillede fra denne ø kom til museet i Christiania. Midt i 1880'erne malede Skovgaard to store og indholdsrige figurbilleder, Kvinderne ved Christi grav påskemorgen og Simeon og Anna. Senere har han igen mest arbejdet som landskabsmaler og i denne egenskab vundet plads mellem Den Frie Udstillings ypperste kræfter. Nævnes kan i denne sammenhæng det store fantastiske billede, der er almindelig kendt under navnet Troldeskoven.
Men ved siden deraf har Skovgaard også virket fortræffelig som illustrator og raderer. Mellem hans mange reproducerede tegninger indtager suiten til Poul Martin Møllers St. Laurentius (udgivet af foreningen "Fremtiden") den ypperste plads, lige så meget ved enkelte kompositioners kraftige lune som ved landskabernes storstilede skønhed. Blandt hans åndfulde raderinger må Troldeskoven og især Dalby Bjørn fremhæves.
|  |  | Endelig har Skovgaard indlagt sig varig fortjeneste som mester for dekorative og plastiske arbejder. På Statens Museum for Kunst, hvor han som maler er repræsenteret ved to billeder, findes hans i glaseret ler udførte relief Aage og Else. Af overordentlig virkning er hans forskellige monumenter, først og fremmest den i Skibelund Krat ved Kongeåen rejste mindesten over slaget på Lyrskov Hede år 1043 med de ypperlig anbragte og huggede relieffigurer af Magnus den Gode og hans mænd. |

Skovgaard ægtede 24. oktober 1894 Ingeborg Luplau Møller (født 1867), datter af adjunkt i Sorø Hans Georg Møller og Julie Augusta, født Luplau 24. januar 1835 i Sønder Dalby. Han er begravet på Sorgenfri Kirkegård.

## Billeder
| - Andre værker af Niels Skovgaard - Udsigt fra Monte Pincio i Rom, 1861 - Klase og aks, 1879 Anskuelsestavle på pap med farvelitografi - Skærmen, 1879 Anskuelsestavle - Fru Susette Mariboe (sv), f. Dalgas, i sin stue i Frederiksgade, 1884 - Vase med tre plastiske væsler, 1887 - Bøgetræer ved Dagsås kirke, Halland, 1891 - Peloponnes set fra Megara (en), 1891 - "Svære dønninger ved Jyllands vestkyst" 1894 Statens Museum for Kunst - Mosaik til Immanuelskirken - ”Norsk landskabsparti med kvæg, der drives over en bro”, Foldalen, 1912/13 Den gamle Grimsbro i Grimsdalen i Norge Skovgaard Museet - Sceneri fra Grimsbu, 1912 - Mosaiken over indgangen til Frederiksværk Kirke - Opstandelsesbillede i Damsholte Kirke på Møn |